# Calloriella umbrinella
Calloriella umbrinella är en svampart som först beskrevs av Jean Baptiste Desmazières, och fick sitt nu gällande namn av Franz Xaver von Höhnel 1918. Enligt Catalogue of Life ingår Calloriella umbrinella i släktet Calloriella, ordningen disksvampar, klassen Leotiomycetes, divisionen sporsäcksvampar och riket svampar, men enligt Dyntaxa är tillhörigheten istället släktet Calloriella, familjen Dermateaceae, ordningen disksvampar, klassen Leotiomycetes, divisionen sporsäcksvampar och riket svampar. Arten är reproducerande i Sverige. Inga underarter finns listade i Catalogue of Life.